# بلدة أديسون (مقاطعة غاليا)
بلدة أديسون هي واحدة من خمسة عشر بلدة في مقاطعة غاليا، أوهايو، الولايات المتحدة. اعتبارًا من تعداد عام 2010، كان عدد السكان 2197.

## روابط خارجية
- موقع المقاطعة